# Роза (архитектура)
Роза (фр. Grande rose, нем. Große Rose — Большая роза) — в средневековой архитектуре стран Западной Европы романского и, главным образом, готического периодов — большое круглое окно в центре западного фасада храма. «Узор каменных переплётов и цветные стёкла витражей придают окну сходство с каменным цветком».

## История
По одной из версий, впервые «розу» на западном фасаде церкви поместил около 1140 года Сюжер, настоятель аббатства Сен-Дени. Согласно легенде, королева Бланка Кастильская и её сын Людовик IX Святой (1226—1270) приносили в дар храмам розы, свои любимые цветы, а также, по рыцарской традиции, посвящали «каменные розы» — круглые окна с витражами в качестве символических венков из роз. Рисунок каменного переплёта роз включает колонки с капителями и аркатуру, что сближает символику каменного цветка с ма́ндалой и «колесом Фортуны». Однако в христианской символике роза соотносится с идеей Розария и иконографией «Мадонны в саду роз».

## Символика
Большая роза в центре западного фасада храма встречает входящего, при этом он видит только «графику»: каменные переплёты окна. Внутри, в интерьере церкви или собора, роза "расцветает всеми красками цветных стёкол. Сердцевина цветка символизирует присутствие Бога в материальном мире. Западный фасад собора для человека, находящегося внутри, означает «тёмную сторону» (Запад в Средневековье считали страной демонов). "Горящее всеми цветами радуги окно-роза при закате солнца выделяется на тёмной стене нефа, но это окно не освещает, а расцвечивает, в символическом смысле — делает видимым свет Евангелия. Французский медиевист — исследователь средневекового искусства — Э. Маль называл большую розу собора в Реймсе «тёмно-пурпурным цветком». Она была украшена сочными, тёмного тона красными, зелёными и синими стеклами, характерными для витражного искусства 1240—1250-х годов (уничтожена бомбардировкой в 1914 г.). Собственную символику имеют розы трансепта (поперечного нефа) храма. Алтарные витражи символизируют Восток, Святую землю, «западная роза» при вечернем солнце ассоциируется со страной мёртвых и днем Страшного суда; роза, расположенная на торце северного трансепта, не освещается солнцем, оттого и краски её холодят. Зато «южная роза» сверкает лучами полуденного светила.
Наиболее известны большие розы французских соборов, среди них Собор Парижской Богоматери, Амьенский собор, Шартрский собор, Руанский собор, Орлеанский собор, Собор Бове, церковь Сент-Шапель.

## Галерея
- Большая роза западного фасада собора в Шартре
- Роза северного трансепта базилики аббатства Сен-Дени
- Роза северного трансепта базилики аббатства Сен-Дени внутри
- Роза южного трансепта базилики аббатства Сен-Дени
- Большая роза собора Пьетрасанта, Тоскана, Италия
- Большая роза северного трансепта базилики Нотр-Дам в Париже
- Роза собора в Страсбурге